# دلار ترینیداد و توباگو
دلار ترینیداد و توباگو (به انگلیسی: Trinidad and Tobago dollar) با کد ایزوی TTD، یکای پول رایج در کشور ترینیداد و توباگو است. مسئولیت کنترل این یکای پول برعهدهٔ بانک مرکزی ترینداد و توباگو قرار دارد.